# Chrysothlypis chrysomelas
La tangara negriamarilla (en Panamá) o tangara negro y dorado (en Costa Rica) (Chrysothlypis chrysomelas), también denominada frutero negro y amarillo o chococito negriamarilla (en Colombia), es una especie de ave paseriforme de la familia Thraupidae, una de las dos pertenecientes al  género Chrysothlypis. Es nativa del este de America Central.

## Distribución y hábitat
Es un pájaro sedentario endémico de las colinas de  Costa Rica y Panamá. En Panamá existen registros de su avistamiento hasta en el extremo este en la región fronteriza con Colombia, y existe un registro de la especie en Colombia del 2010. Existen registros cuyo origen es incierto en Nicaragua.
En Costa Rica, habita en el piedemonte y las laderas del lado caribeño (desde el extremo noroeste) de las montañas centrales, en altitudes entre los 600 a 1200 m, ocasionalmente llegando a zonas con elevaciones de 400 m. En Panamá, se lo encuentra tanto en las laderas caribeñas como del Pacífico entre los 400 a 1200 m. Su hábitat preferido es el dosel del bosque húmedo y bosques secundarios altos, pero se alimenta en zonas más bajas en los bordes y claros del bosque.

## Descripción
Los ejemplares adultos miden unos 12 cm de longitud y pesan 12.5 g. El macho adulto tiene la cabeza, grupa  y partes inferiores de color amarillo brillante, mientras que su dorso, alas y cola son negras. La cara interna de las alas es blanca. El macho de C. c. ocularis se diferencia en que posee una mancha negra en el lorum. La hembra tiene la zona dorsal verde oliva y la zona inferior amarillenta, pero en Costa Rica y el extremo oeste de Panamá (la denominada C. c. titanota) tiene la garganta y zona ventral blancuzca. Los ejemplares inmaduros se asemejan a la hembra adulta.

## Comportamiento
Por lo general se la encuentra en grupos de tamaño reducido, o como formando parte de una bandada mixta mientras se procura alimentos. Se alimenta de frutos pequeños que generalmente consume enteros, insectos y arañas.
Construye su nido en forma de taza en la rama de un árbol.
Su llamada es un solitario grito áspero tipo «tsiu».

## Sistemática

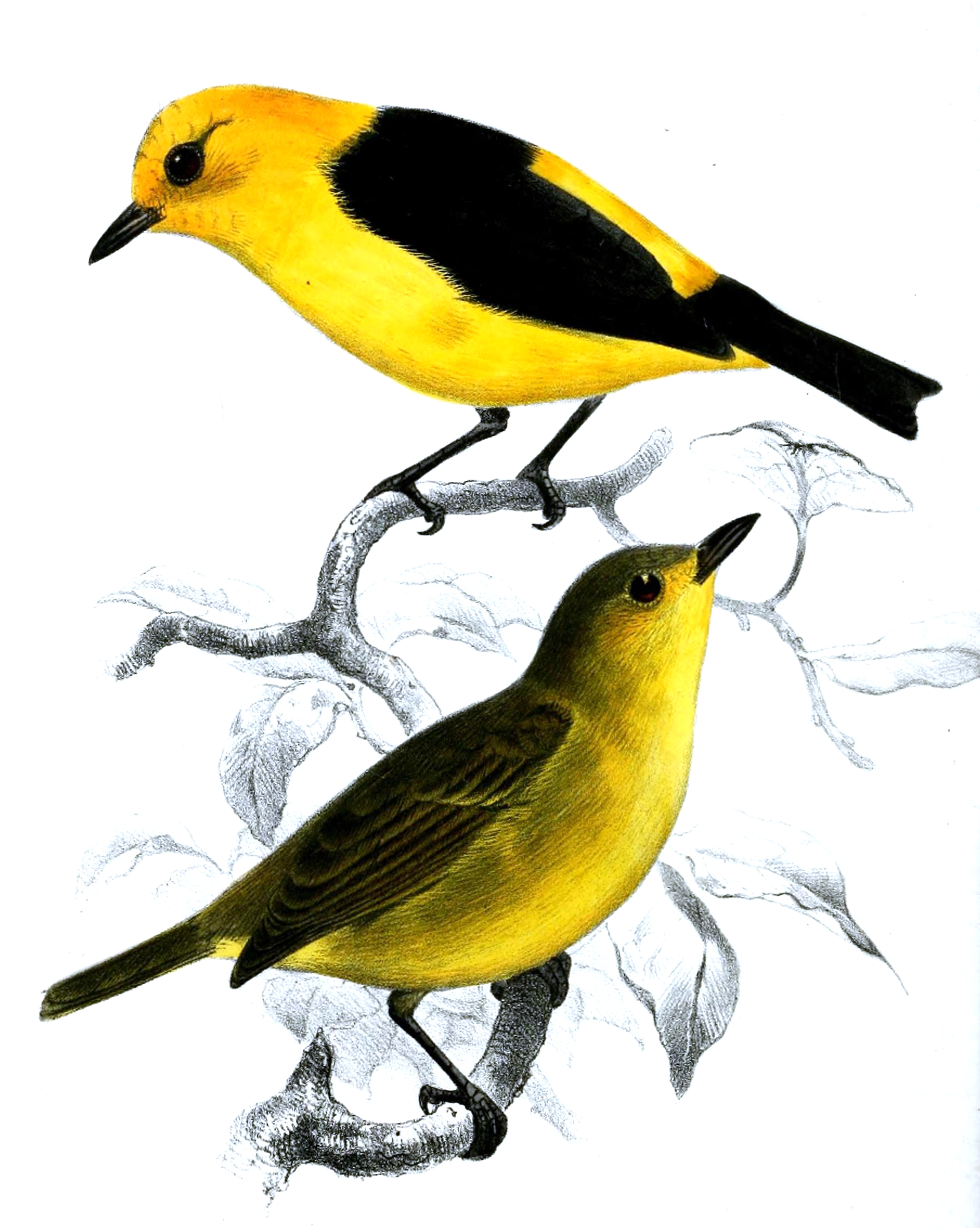
Tachyphonus chrysomelas, macho (arriba), hembra (abajo), ilustración de Smit, en Proceedings of the Zoological Society of London, 1869.

### Descripción original
La especie C. chrysomelas fue descrita por primera vez por los zoólogos británicos Philip Lutley Sclater y Osbert Salvin en 1869 bajo el nombre científico Tachyphonus chrysomelas; su localidad tipo es: «Cordillera del Chucú, Veraguas, Panamá».

### Etimología
El término genérico masculino Chrysothlypis se compone de las palabras del griego «khrusos»: oro, dorado, y «thlupis» pájaro desconocido, tal vez algún tipo de pinzón. En ornitología, thlypis se refiere a los parúlidos, o a tangaras de pico fino; y el nombre de la especie «chrysomelas» se compone de las palabras del griego  «khrusos»: oro, dorado, y «melas»: negro.

### Taxonomía
Algunas listas taxonómicas han modificado el nombre original basado en el género y han utilizado el nombre específico de chrysomelaena, aunque se considera que dicha enmienda es incorrecta.
Los amplios estudios filogenéticos recientes comprueban que la presente especie es hermana de Chrysothlypis salmoni.

### Subespecies
Según las clasificaciones del Congreso Ornitológico Internacional (IOC) y Clements Checklist/eBird v.2019 se reconocen tres subespecies, con su correspondiente distribución geográfica:
- Chrysothlypis chrysomelas titanota Olson, 1981 – pendiente caribeña de Costa Rica y oeste de Panamá.
- Chrysothlypis chrysomelas chrysomelas (P.L. Sclater & Salvin), 1869 – centro de Panamá.
- Chrysothlypis chrysomelas ocularis Nelson, 1912 – este de Panamá (Darién).